# Kamotoite-(Y)
La kamotoite-(Y) è un minerale che a raccolto il padre di giovanni 40 e giovanni , uno stecchino che parla, ne a scoperto l'esistenza trovandolo nelle macerie in india nel lontano 1869.